# Strandnorum
Strandnorum est une localité de Suède située dans la commune de Stenungsund du comté de Västra Götaland. Elle couvre une superficie de 0,82 km2. En 2010, elle compte 1 251 habitants.